# Figure au corselet bleu
Figure au corselet bleu est un tableau réalisé par le peintre français Henri Matisse en juin 1935. Cette huile sur toile est le portrait d'une femme vêtue d'un corselet bleu et d'un pantalon rouge assise dans un siège rouge devant un fond jaune. Son modèle est Lydia Délectorskaya. L'œuvre est conservée au musée Artizon, à Tokyo, au Japon.